# Gerhard Streit
Gerhard Heinrich Richard Streit (* 14. Mai 1914 in Berlin; † 16. Juni 1977 in Köln) war ein deutscher Jockey im Galopprennsport.
Gerhard Streit wurde als Sohn des Trainers Bernhard Streit geboren. Seine Lehre als Jockey begann er beim Trainer Robert Adams und beendete sie bei James Cooter, die beide, nacheinander, am Rennstall der Brüder Arthur und Carl von Weinberg, den Besitzern des bei Frankfurt am Main gelegenen Gestüt Waldfried, tätig waren.
Streit erreichte in seiner Laufbahn 926 Siege, darunter achtmal das Deutsche Derby, ein Rekord, der erst 2021 durch Andrasch Starke eingestellt wurde.
Streit wohnte zuletzt in Köln und starb dort 1977 im Alter von 63 Jahren. Er war verwitwet von Emmi Klara geborene Schmidt, die er 1939 in Dahlwitz-Hoppegarten geheiratet hatte.